# 황제펭귄
황제펭귄(Aptenodytes forsteri)은 지구상에 생존하는 모든 펭귄들 중에서 가장 키가 크고 체중이 많이 나가는 종이다. 서식지는 남극뿐이다. 암컷과 수컷은 덩치와 깃털 무늬가 비슷하며, 성체는 최고 120센티미터에 몸무게는 23~45킬로그램까지 나간다. 등은 검고 가슴 부위는 창백한 노란색을 띠고 있으며 귀 부위는 밝은 노란색이다. 다른 펭귄들과 마찬가지로 황제펭귄은 날지 못한다. 이들은 해양 생활에 적합한 유선형의 몸매와 플리퍼(flipper)로 불리는 납작한 날개를 갖고 있다.

## 생태
이들의 주식은 주로 물고기인데, 크릴과 같은 갑각류와 오징어와 같은 두족류도 잡아먹는다. 사냥 때에 이들은 최대 수심 535미터까지 내려가며, 물 속에서 18분까지 버틸 수 있다. 황제펭귄의 신체는 이와 같은 사냥 환경에 최적화되어 있다. 황제펭귄의 헤모글로빈은 낮은 산소 농도에서도 작동하며, 단단한 골격은 압력 장애를 줄여준다. 황제펭귄은 차가운 물 속에서 활동하면서, 물질대사의 정도를 낮추거나 중요한 신체 기관의 기능을 정지시킬 수 있다. 추운 겨울에 얼음 위에서 체온을 보존하기 위해 발에는 동맥과 정맥이 열을 교환하는 구조로 되어있다. 그리고 너무 추울 때는 자신의 새끼를 먼저 지키는 따뜻한 모습을 보인다.

### 무리생활
황제펭귄은 남극의 겨울 기간 동안 알을 낳는 유일한 종으로, 50 ~ 120킬로미터 정도 얼음 위를 걸어 새끼들을 키우는 군집장소까지 이동한다. 이 군집장소에는 최대 수천 마리의 개체들이 모인다. 성체 황제펭귄들은 노래를 통해 짝짓기를 하고, 암컷은 한 개의 알을 낳는다. 수컷은 암컷이 바다로 돌아가서 먹이를 충분히 먹고 돌아올 때까지 태양이 완전히 뜨지 않아 최대 -60 °C까지 기온이 떨어지는 1개월을 포함하여 약 4개월간 알을 발등에 올려놓고 품는다. 이 기간 동안 수컷은 수분정도만 섭취하며 버틴다. 알이 부화하면 수컷은 4개월간 위 속에 간직했던 물고기를 한 번 새끼에게 준다. 암컷이 돌아오면 수컷이 역할 교대를 하여 바다로 먹이를 섭취하러 나가며, 암컷이 새끼를 돌본다. 새끼가 성장하여 천적인 도둑갈매기로부터 안전해지면 한 곳에 모아 집단으로 관리한다.
펭귄의 새끼는 다른 조류와 마찬가지로 솜털로 덮여있는데, 성체가 되면 솜털이 빠지고 깃털이 나면서 수영에 적합한 상태가 된다. 황제펭귄의 수명은 야생에서 보통 20년 정도이지만, 기록에 따르면 일부 개체들은 50년까지 살 수 있다고 한다.

## 참고 자료
- Williams, Tony D. (1995). The Penguins. Oxford, England: Oxford University Press.
- BBC Document <Planet Earth> 1편, 6편
- MBC <남극의 눈물 - 1부 얼음대륙의 황제>